# Luce collimata
La luce collimata (o fascio collimato) è definita come la luce i cui raggi sono paralleli e che ha un fronte d'onda planare. Il termine deriva da "co-lineare" e implica che la luce non si disperde anche da distanze teoricamente infinite.
La luce può essere collimata con vari procedimenti, ad esempio proiettando un fascio di luce su uno specchio parabolico concavo con la sorgente posta nel fuoco. Si ritiene che la luce collimata possa essere messa a fuoco all'infinito. Un altro semplice modo per testare la collimazione di un fascio di luce è l'interferometria a taglio.
In realtà è impossibile creare un fascio perfettamente collimato e privo di divergenza, date le fondamentali limitazioni dovute alla diffrazione, ma in pratica dei fasci che presentano un'irrilevante divergenza sono considerati collimati.

## Decollimazione
La decollimazione è qualunque meccanismo o processo che fa sì che un fascio che abbia un raggio minimo di divergenza (cioè un raggio collimato), diverga o converga rispetto alla situazione iniziale di parallelismo. 
La decollimazione può essere causata da ragioni di sistema o da altri fattori, quali disomogeneità nell'indice di rifrazione, occlusioni, scattering, deflessione, diffrazione, riflessione e rifrazione. 
La decollimazione ha vari ambiti d'impiego, come la radio, i radar, i sonar e le telecomunicazioni.